# Sân bay Kallang
Sân bay Kallang là sân bay được xây dựng tại Singapore nhưng nó đã bị pháo binh và không quân Nhật Bản phá hủy trong Trận Singapore.
Người Anh đã cho xây dựng sân bay này nhằm mục đích củng cố thuộc địa của họ tại vùng Viễn Đông. Sau trận giao tranh với quân đội Nhật, sân bay trở thành địa điểm quan trong chống lại các cuộc không kích của người Nhật. Nhưng sau đó, sân bay đã bị hư hỏng nặng, vì vậy quân Anh đã bỏ sân bay rút về Phòng tuyến Jurong. Ngày nay sân bay trở thành khung dân cư của chính phủ Singapore gần khu Jurong và không còn lại một vết tích nào của sân bay sau khi thế chiến thứ 2 kết thúc.